# Onthophagus truchmenus
Onthophagus truchmenus là một loài bọ cánh cứng trong họ Bọ hung (Scarabaeidae).